# Smash
Smash — третій студійний альбом американського панк-рок гурту The Offspring. Виданий 19 квітня 1994 року лейблом Epitaph Records. Загальна тривалість композицій становить 37:42. Альбом відносять до напрямку альтернативний рок, панк-рок. Це був останній альбом гурту продюсером якого виступив Том Вілсон. Крім цього це був останній запис на Epitaph (проте лейбл видав наступний альбом гурту під назвою Ixnay on the Hombre у Європі). Smash є єдиним записом гурта де вони написані просто Offspring.

## Список пісень

### CD
Автор музики і слів The Offspring. 
| #     | Назва                                   | Тривалість |
| ----- | --------------------------------------- | ---------- |
| 1.    | «Time to Relax»                         | 0:25       |
| 2.    | «Nitro (Youth Energy)»                  | 2:27       |
| 3.    | «Bad Habit»                             | 3:43       |
| 4.    | «Gotta Get Away»                        | 3:52       |
| 5.    | «Genocide»                              | 3:33       |
| 6.    | «Something to Believe In»               | 3:17       |
| 7.    | «Come Out and Play»                     | 3:17       |
| 8.    | «Self Esteem»                           | 4:17       |
| 9.    | «It'll Be a Long Time»                  | 2:43       |
| 10.   | «Killboy Powerhead» (The Didjits cover) | 2:02       |
| 11.   | «What Happened to You?»                 | 2:12       |
| 12.   | «So Alone»                              | 1:17       |
| 13.   | «Not the One»                           | 2:54       |
| 14.   | «Smash»                                 | 10:42      |
| 46:47 |                                         |            |

### Оригінальне видання на вініловій платівці

#### Сторона 1
Автор музики і слів The Offspring. 
| Side 1 | Side 1                    | Side 1     |
| #      | Назва                     | Тривалість |
| ------ | ------------------------- | ---------- |
| 1.     | «Time to Relax»           | 0:25       |
| 2.     | «Nitro (Youth Energy)»    | 2:27       |
| 3.     | «Bad Habit»               | 3:43       |
| 4.     | «Gotta Get Away»          | 3:52       |
| 5.     | «Genocide»                | 3:33       |
| 6.     | «Something to Believe In» | 3:17       |
| 7.     | «Come Out and Play»       | 3:17       |

#### Сторона 2
| Side 2 | Side 2                                  | Side 2     |
| #      | Назва                                   | Тривалість |
| ------ | --------------------------------------- | ---------- |
| 8.     | «Self Esteem»                           | 4:17       |
| 9.     | «It'll Be a Long Time»                  | 2:43       |
| 10.    | «Killboy Powerhead» (The Didjits cover) | 2:02       |
| 11.    | «What Happened to You?»                 | 2:12       |
| 12.    | «So Alone»                              | 1:17       |
| 13.    | «Not the One»                           | 2:54       |
| 14.    | «Smash»                                 | 10:42      |

## Сертифікації
| Регіон                                                                                          | Сертифікація  | Продажі     |
| ----------------------------------------------------------------------------------------------- | ------------- | ----------- |
| Австралія (ARIA)                                                                                | 4× Платиновий | 280 000^    |
| Австрія (IFPI Austria)                                                                          | Золотий       | 25 000*     |
| Бельгія (BEA)                                                                                   | Платиновий    | 50 000*     |
| Канада (Music Canada)                                                                           | 6× Платиновий | 600 000^    |
| Данія (IFPI Denmark)                                                                            | Платиновий    | 50 000^     |
| Фінляндія                                                                                       | —             | 74,500      |
| Франція                                                                                         | —             | 650,000     |
| Японія (RIAJ)                                                                                   | Платиновий    | 200 000^    |
| Нідерланди (NVPI)                                                                               | Золотий       | 50,000      |
| Нова Зеландія (RIANZ)                                                                           | Платиновий    | 15 000^     |
| Норвегія (IFPI Norway)                                                                          | Золотий       | 25 000*     |
| Швеція (IFPI Sweden)                                                                            | Платиновий    | 100 000^    |
| Швейцарія (IFPI Switzerland)                                                                    | Платиновий    | 50 000^     |
| Велика Британія (BPI)                                                                           | Платиновий    | 300 000^    |
| США (RIAA)                                                                                      | 6× Платиновий | 6,300,000   |
| Підсумки                                                                                        |               |             |
| Європа (IFPI)                                                                                   | 2× Платиновий | 2 000 000*  |
| Worldwide                                                                                       | —             | 11,000,000+ |
| *продажі, що базуються лише на сертифікаціях ^відвантаження, що базуються лише на сертифікаціях |               |             |